# Inch (County Clare)
Inch (Iers: An Inse) is een klein dorp in County Clare, in Ierland. Inch ligt aan de R474, dat een verbinding geeft met Ennis in het oosten en Milltown Malbay in het westen.
Inch heeft een lagere school, een katholieke kerk en verschillende Bed and breakfasts. Er zijn geen winkels meer. 